# Жуан Маріу Фернандіш
Жуан Маріу Фернандіш (порт. João Mário Nunes Fernandes, нар. 11 жовтня 1993, Бісау) — футболіст Гвінеї-Бісау, нападник клубу «Шавіш».
Виступав, зокрема, за клуби «Бенфіка» Б та «Атлетіку» (Лісабон), а також національну збірну Гвінеї-Бісау.

## Клубна кар'єра
Народився 11 жовтня 1993 року в місті Бісау. На молодіжному рівні дебютував 2010 року виступами за команду сенегальської футбольної академії «Етуаль Лузітана», в якій провів один сезон. В юному віці переїхав до Португалії, щоб завершити освіту в цій країні. Наприкінці 2011 році перейшов до «Бенфіки». 11 серпня 2012 року дебютував на професіональному рівні вийшовши наприкінці матчу Сегунда-Ліги у складі «Бенфіки» Б проти «Браги Б» (2:2). 16 днів по тому, в тому ж змаганні, забив свій перший м'яч та допоміг своєму клубу здобути домашню перемогу з рахунком 6:0 над «Белененсеш», цікаво що Фернандіш відзначився голом після виконання вільного удару Мігелем Рошою, м'яч потрапив спочатку в штангу, а потім відскочив у спину Фернандішу, від якої й залетів до воріт. Відіграв за дублерів лісабонського клубу наступні два сезони своєї ігрової кар'єри.
2013 року уклав контракт з клубом «Атлетіку» (Лісабон), у складі якого провів наступний рік своєї кар'єри гравця.  Більшість часу, проведеного у складі «Атлетіку», був основним гравцем атакувальної ланки команди.
До складу клубу «Шавіш» приєднався 2014 року. Відтоді встиг відіграти за клуб з Шавіша 48 матчів в національному чемпіонаті.

## Виступи за збірну
10 серпня 2011 року дебютвав у складі національної збірної Гвінеї-Бісау в товариському матчі проти Екваторіальної Гвінеї, здобувши перемогу з рахунком 4:1.
У 2014 році він зіграв дві гри кваліфікації Кубку африканських націй 2015 року: 18 травня проти Центрально-Африканської Республіки (0:0) та 19 липня проти Ботсвани (поразка 0:2).
У січні 2017 року, Басіру Канде, тренер збірної Гвінеї-Бісау, включив його до списку 23-ох гравців, для участі в Кубку африканських націй 2017 року у Габоні.